# Lex Shrapnel
Alexander Carey "Lex" Shrapnel es un actor y productor inglés.

## Biografía
Es hijo del actor John Shrapnel y Francesca Ann Bartley-Shrapnel, sus hermanos son el escritor Joe Shrapnel y el director Tom Shrapnel.
Sus abuelos son la actriz escocesa Deborah Kerr y el productor Anthony C. Bartley, es sobrino nieto de Ted Trimmer.
Se graduó del Guildhall School of Music and Drama.

## Carrera
En 2011 apareció en la película Capitán América: el primer vengador donde interpretó a Gilmore Hodge, un miembro del ejército. Gilmore fue la primera opción del coronel Chester Phillips (Tommy Lee Jones) para convertirse en el Capitán América antes de escoger a Steve Rogers (Chris Evans).
En 2012 se unió al elenco principal de la serie de espías Hunted donde interpretó al agente Ian Fowkes.
En 2014 apareció en la película Seal Team Eight: Behind Enemy Lines donde interpretó al soldado Case.

## Filmografía

### Series de televisión
| Año             | Título                      | Personaje           | Notas                                      |
| --------------- | --------------------------- | ------------------- | ------------------------------------------ |
| 2017 - presente | Prime Suspect 1973          | John Bentley        | 6 episodios                                |
| 2016            | Medici: Masters of Florence | Rinaldo Albizzi     | 7 episodios                                |
| 2015            | A.D. The Bible Continues    | Johnatan ben Anás   | 3 episodios                                |
| 2014            | Sons of Liberty             | William Dawes       | 2 episodios - miniserie                    |
| 2014            | Transporter: The Series     | Tommy Evercroft     | episodio "We Go Back"                      |
| 2014            | The Assets                  | Mitch Weaver        | 7 episodios - miniserie                    |
| 2014            | Midsomer Murders            | Gavin Hopkirk       | episodio "The Flying Club"                 |
| 2013            | By Any Means                | Det. Insp. Campbell | episodio # 1.2                             |
| 2013            | Casualty                    | Mark Caffola        | episodio "Garage Flowers"                  |
| 2013            | Endeavour                   | Roy Adamson         | episodio "Fugue"                           |
| 2012            | The Poison Tree             | Lenny               | 2 episodios - miniserie                    |
| 2012            | Hunted                      | Ian Fowkes          | 8 episodios                                |
| 2011            | Holby City                  | Stephen Hopewell    | 4 episodios                                |
| 2009            | Minder                      | Jamie Cartwright    | 6 episodios                                |
| 2007            | The Last Detective          | Joven Billy         | episodio "Once Upon a Time on the Westway" |

### Películas
| Año  | Título                              | Personaje     | Notas                                                                                                   |
| ---- | ----------------------------------- | ------------- | --- |
| 2018 | Extinction                          | -             | junto a Michael Peña y Lizzy Caplan                                                                     |
| 2014 | Seal Team Eight: Behind Enemy Lines | Case          | junto a Tom Sizemore, Anthony Oseyemi, Michael Everson, Darron Meyer, Aurélie Meriel & Langley Kirkwood |
| 2011 | Capitán América: el primer vengador | Gilmore Hodge | junto a Chris Evans, Hayley Atwell, Sebastian Stan, Samuel L. Jackson, Hugo Weaving & Dominic Cooper    |

### Productor
| Año  | Título          | Notas             |
| ---- | --------------- | ----------------- |
| 2014 | Strange Weather | corto - productor |

### Apariciones
| Año  | Programa         | Notas            |
| ---- | ---------------- | ---------------- |
| 2009 | The Wright Stuff | episodio # 10.28 |

### Teatro
| Año  | Obra             | Personaje      | Director (a) | Teatro                       |
| ---- | ---------------- | -------------- | ------------ | ---------------------------- |
| 2003 | Hamlet           | -              | -            | Birmingham Repertory Theatre |
| 2002 | Romeo and Juliet | Romeo          | -            | Chichester Festival Theatre  |
| 2002 | King Lear        | Rey de Francia | -            | Almeida Theatre              |

## Premios y nominaciones
| Año  | Categoría                                      | Premio                   | Serie/Teatro    | Resultado |
| ---- | ---------------------------------------------- | ------------------------ | --------------- | --------- |
| 2009 | Breakthrough Performance for Television Series | Cult TV Award            | Minder          | Ganó      |
| 2008 | Outstanding Newcomer                           | The Milton Shulman Award | Henry IV Part I | Nominado  |